# Шерлок Холмс і голос жаху
«Шерлок Холмс і голос жаху» (англ. Sherlock Holmes and the Voice of Terror) — американський художній фільм Джона Ролінса, що вийшов 1942 року, третій із серії фільмів, присвячених пригодам Шерлока Холмса і доктора Ватсона за участю Безіла Ретбоун та Найджела Брюса. 

## Сюжет
У Лондоні по радіо голос із Німеччини оголошує новини про вибухи та інші диверсії, щоб навести страх на британських слухачів. Британська розвідка звертається до Шерлока Холмса за допомогою, з проханням знайти точку мовлення «Голосу жаху». Розвідники переконані, що диверсії є лише прелюдією до чогось грандіознішого. 

## Продукція
Фільм знятий компанією «Юніверсал» за мотивами оповідання Конан-Дойля «Його останній уклін».
Робоча назва фільму — «Шерлок Холмс рятує Лондон». 
На початку фільму в кадрах показують аварію потягу — при цьому були використані матеріали, що раніше зняли для фільму 1933 року «Людина-невидимка».
Під час Другої світової війни в Лондоні дійсно виходив в ефір «Голос жаху». Одним із мовників був Вільям Джойс, і називався він «Лорд Гав-Гав» (англ. Lord Haw Haw). Колишній член британського союзу фашистів Вільям Джойс покинув Англію 1939 року. Британські глядачі, які дивилися «Шерлок Холмс і голос жаху» в кінотеатрах 1942 року, безсумнівно, були знайомі з трансляціями Вільяма Джойса. 

## У ролях
- Безіл Ретбоун — Шерлок Холмс
- Найджел Брюс — доктор Ватсон
- Евелін Енкерс — Кітті
- Реджинальд Денні — сер Еван Берам
- Монтегю Лав — генерал Джером Лоуфорд
- Генрі Даніель — Ентоні Ллойд
- Томас Гомес — Мід, німецький агент
- Артур Блейк — Кросбі
- Леланд Ходжсон — Капітан Рональд Шор
- Олаф Хутен — Адмірал Прентіс
- Гаррі Стаббс — Таксист
- Хілларі Брук — Джилл Грандіс
- Роберт Барон — Гевін
- Мері Гордон — місіс Хадсон
- Рудольф Андерс (у титрах зазначений як Роберт О. Девіс) — Шиллер (нацист)
- Гаррі Кордіна
- Леслі Денісон
- Едгар Барріер — Голос жаху
- Гевін Муір — диктор радіо «Бі-бі-сі»
- Герберт Еванс — Смитсон
- Дональд Стюарт — Грейді
- Джон Уайлд
- Артур Стенінг
- Джордж Шервуд — Таксист
- Тед Біллінгс
- Чарльз Йордан — Відвідувач з пабу «Limehouse»
- Джон Роджерс — Відвідувач з пабу «Limehouse»
- Алек Хорворд — Відвідувач з пабу «Limehouse»

## Автори фільму
- Компанія — Юніверсал
- Продюсер — Ховард Бенедикт (англ. Howard Benedict)
- Режисер — Джон Ролінса (англ. John Rawlins)
- Асистент режисера — Джозеф Макдоноу (англ. Joseph A. McDonough)
- Сценарист — Лінн Рігс (англ. Lynn Riggs)
- Сценарист — Роберт Харді Ендрюс (англ. Robert Andrews)
- Сценарист — Джон Брайт (англ. John Bright)
- Оператор — Елвуд Бредель (англ. Elwood Bredell)
- Редактор — Рассел Шонгард (англ. Russell Schoengarth)
- Композитор — Френк Скіннер (англ. Frank Skinner)
- Музичний директор — Чарльз Превін (англ. Charles Previn)
- Артдиректор — Джек Оттерсон (англ. Jack Otterson)
- Асистент артдиректора — Мартін Обзіна (англ. Martin Obzina)
- Постановочний директор — Рассел Гаусман (англ. Russell А. Gausman)
- Асистент постановачного директора — Едвард Р. Робінсон (англ. Edward R. Robinson)
- Звук — Бернард Браун (англ. Bernard B. Brown)
- Звукооператор — Роберт Прітчард (англ. Robert Pritchard)
- Технічний консультант — Том Макнайт (англ. Tom McKnight)
- Костюмер / Віра Вест (англ. Vera West)